# Dulrija

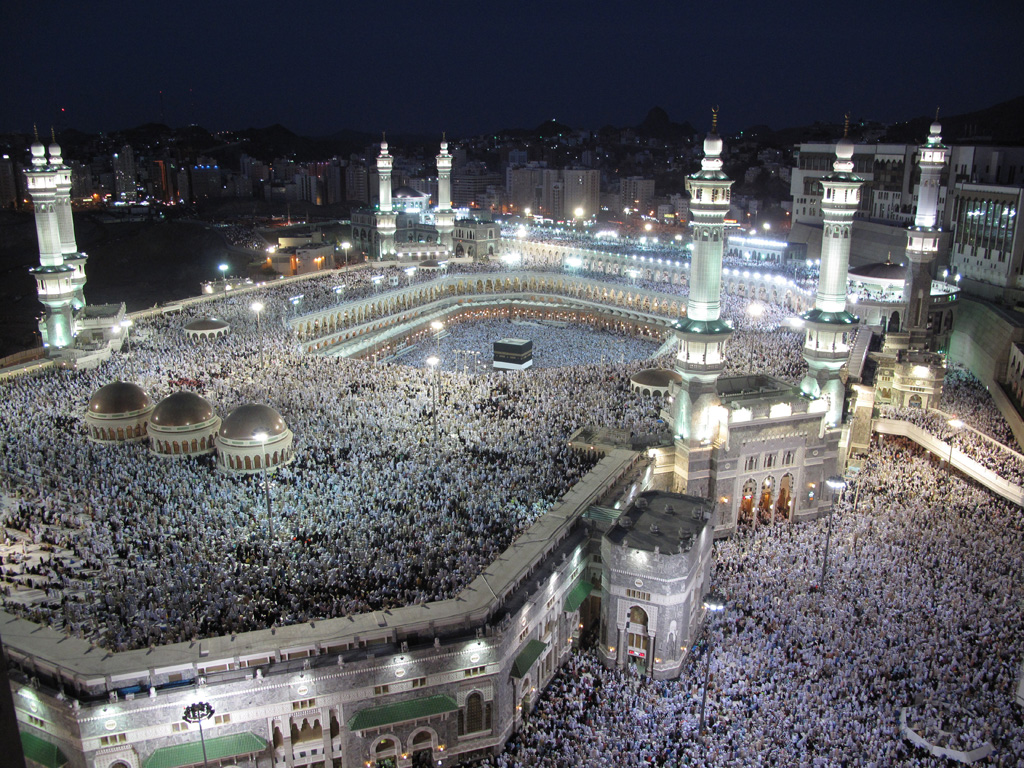
Multidão reunida em Meca, na Arábia Saudita, durante o mês de Dulrija (Dhu al-Hija).

Dulrija, Dhu al-Hija (ḏû l-ḥijja) ou Dhul Hijjah é o último mês do calendário islâmico. É considerado um dos meses sagrados, marcando o fim do ano. É neste mês em que acontece a tradicional peregrinação a Meca. 
O período correspondente ao início e fim deste mês no calendário gregoriano para o atual ano islâmico é: 
| Ano (calendário islâmico) | Ano (calendário gregoriano) | Dulrija                   |
| ------------------------- | --------------------------- | ------------------------- |
| 1444                      | 2023                        | 19 de junho a 18 de julho |